# The Hard Easy
The Hard Easy és una pel·lícula estatunidenca dirigida el 2005 per Ari Ryan.

## Argument
A Los Angeles, el jugador Paul Weston té moltes pèrdues, i deu molts diners al perillós mafiós Freddie. Quan és brutalment apallissat i la vida de la seva dona anterior és amenaçada pel Freddie, Vinnie, un cambrer que coneix, li envia a Charlie Brooks que el convenç per participar en un robatori de joies amb el lladre professional Gene, i així aconseguir els diners necessaris per pagar el seu deute. Mentrestant, l'agent de borsa Roger Hargitay descobreix que l'empresa on treballa ha malversat 5 milions de dòlars als seus clients i ell serà arrestat en un parell de dies. El seu cap Ed Koster convenç Roger i dos treballadors per participar en un fàcil atracament de joies, planejat per un home que hi treballa. El matí de dissabte, ambdues colles coincideixen per fer el mateix robatori.

## Repartiment
- Henry Thomas: Paul Weston
- David Boreanaz: Roger Hargitay
- Vera Farmiga: Dra. Charlie Brooks
- Bruce Dern: Gene
- Peter Weller: Ed Koster
- Nick Lachey: Jason Burns
- Elimu Nelson: Stephen McKinley
- Gary Busey: Vinnie